# Алмазная труба
«Алмазная труба» — научно-фантастический рассказ Ивана Ефремова (1944).

## Сюжет
Рассказ о геологах, которые разведывают подземные запасы Восточной Сибири и обнаруживают месторождения алмазов по следам распада коренных пород.

## Реальность
В 1954 году, всего в 300 километрах южнее описываемых в рассказе мест, было открыто первое якутское месторождение алмазов, трубка «Зарница».